# Регулярне локальне кільце
Регулярне локальне кільце — нетерове локальне кільце, таке що число твірних його максимального ідеалу збігається з розмірністю Круля кільця. Назва регулярне пояснюється геометричними причинами. Точка {\displaystyle x} алгебраїчного многовида {\displaystyle X} є неособливою (регулярною) тоді і тільки тоді, коли локальне кільце {\displaystyle {\mathcal {O}}_{X,x}} ростків раціональних функцій в точці {\displaystyle x} є регулярним.

## Визначення

### Регулярні локальні кільця
Існує кілька еквівалентних визначень регулярного локального кільця. Зокрема, якщо {\displaystyle A}  — нетерове локальне кільце з максимальним ідеалом {\displaystyle {\mathfrak {m}}}, такі визначення еквівалентні:
- Нехай {\displaystyle {\mathfrak {m}}=(a_{1},\ldots ,a_{n})} де {\displaystyle n} вибрано настільки малим, наскільки це можливо (в будь-якому випадку, n не може бути меншим розмірності Круля). {\displaystyle A} є регулярним, якщо

{\displaystyle {\mbox{dim}}A=n.}
- Нехай {\displaystyle k=A/{\mathfrak {m}}}  — поле лишків кільця {\displaystyle A}. Тоді {\displaystyle A} є регулярним, якщо

{\displaystyle \dim _{k}{\mathfrak {m}}/{\mathfrak {m}}^{2}=\dim A},
Тут перша розмірність  — розмірність векторного простору, а друга  — розмірність Круля.
- Нехай {\displaystyle {\mbox{gl dim}}A}  — глобальна розмірність {\displaystyle A} (тобто супремум проективних розмірностей всіх {\displaystyle A}-модулів.) Тоді {\displaystyle A} є регулярним, якщо

{\displaystyle {\mbox{gl dim}}A<\infty },
У цьому випадку {\displaystyle {\mbox{gl dim}}A} завжди збігається з розмірністю Круля.
Множина твірних максимального ідеалу кількість елементів якої рівна розмірності Круля називається регулярною системою твірних.

### Регулярні кільця
Кільце A називається регулярним, якщо його локалізація по довільному простому ідеалу  — регулярне локальне кільце. 
Інше нееквівалентне означення регулярного кільця дав Серр. Згідно цього означення комутативне кільце називається регулярним, якщо воно має скінченну глобальну розмірність. Регулярне в сенсі Серра кільце є регулярним але не обов'язково навпаки.

## Приклади
- Будь-яке поле  — регулярне локальне кільце. Насправді, поля  — це всі регулярні локальні кільця розмірності 0.
- Регулярні локальні кільця розмірності 1  — це кільця дискретного нормування. Зокрема, кільце формальних степеневих рядів {\displaystyle k[[x]]} (k  — довільне поле) є регулярним локальним кільцем. Інший приклад  — кільце p-адичних чисел.
- Більш загально, кільце формальних степеневих рядів {\displaystyle k[[x_{1},x_{2},\cdots ,x_{d}]]} — регулярне локальне кільце розмірності  d .
- Всі кільця Дедекінда є регулярними.
- Нехай R — локалізація кільця {\displaystyle {\frac {k[X,Y]}{(X^{3}-Y^{2})}},} де k  — поле по максимальному ідеалу {\displaystyle {\mathfrak {m}}=({\bar {X}},{\bar {Y}}).} Тоді R не є регулярним локальним кільцем. У цьому випадку {\displaystyle \dim R=\operatorname {ht} {\mathfrak {m}}=1} оскільки {\displaystyle \operatorname {ht} (X,Y)=2,} а {\displaystyle X^{3}-Y^{2}} не є дільником нуля у кільці {\displaystyle k[X,Y].} Натомість {\displaystyle ({\bar {X}},{\bar {Y}})} є мінімальною породжуючою множиною.

## Властивості
- Теорема Аусландера — Бухсбаума стверджує, що кожне регулярне локальне кільце є факторіальним кільцем.
- Якщо {\displaystyle (A,{\mathfrak {m}})} — повне регулярне локальне кільце, що містить деяке поле, то

{\displaystyle A\cong k[[x_{1},\ldots ,x_{d}]]},
де {\displaystyle k=A/{\mathfrak {m}}}, а {\displaystyle d}  — розмірність Круля. Це твердження є найважливішим частковим випадком структурної теореми Коена, що описує будову усіх повних регулярних кілець.
- Асоційоване градуйоване кільце {\displaystyle \operatorname {Gr} (A)=\bigoplus _{n\geqslant 0}({\mathfrak {m}}^{n}/{\mathfrak {m}}^{n+1})} є ізоморфним кільцю многочленів {\displaystyle k[X_{1},...,X_{n}],} де {\displaystyle k=A/{\mathfrak {m}}.}
- Регулярне локальне кільце є областю цілісності.
- Якщо A  — регулярне кільце, то кільце многочленів {\displaystyle A[x]} і кільце формальних степеневих рядів {\displaystyle A[[x]]} є регулярними.
- Будь-яка локалізація регулярного кільця є регулярним кільцем. Наприклад, {\displaystyle \mathbb {Z} [x]_{(2,x)}}  — двовимірне регулярне кільце, яке не містить ніякого поля.
- Поповнення регулярного кільця є регулярним.
- Нехай A — регулярне локальне кільце і {\displaystyle {\mathfrak {p}}} — його простий ідеал. Кільце {\displaystyle A/{\mathfrak {p}}} є регулярним локальним кільцем тоді і тільки тоді коли ідеал {\displaystyle {\mathfrak {p}}} породжується деякою підмножиною системи регулярних твірних. Якщо кількість цих елементів рівна t, а розмірність A рівна n то розмірність {\displaystyle A/{\mathfrak {p}}} рівна n — t.

## Застосування в алгебраїчній геометрії
Визначення регулярного локального кільця було дано Вольфгангом Крулем в 1937 році, проте вони стали відомими завдяки роботам Оскара Зариського, який довів що регулярні локальні кільця відповідають гладким точкам алгебраїчних многовидів.
Нехай Y  — алгебраїчний многовид, що міститься в n-вимірному афінному просторі над досконалим полем, і визначається як множина загальних нулів многочленів (від n змінних) f1,…,fm. Y є особливим у точці P, якщо ранг матриці Якобі (матриці (∂fi/∂xj)) в цій точці є меншим, ніж в іншій точці многовида. Розмірність многовида дорівнює різниці n і рангу матриці Якобі в неособливих точках. Зариський довів, що матриця Якобі в точці P є неособливою тоді і тільки тоді, коли локальне кільце многовида Y в P є регулярним. Зариський також зауважив, що це не обов'язково вірно для недосконалих полів.) З цього випливає, що гладкість є внутрішньою властивістю многовида, тобто не залежить від конкретного вкладення многовида в афінний простір.